# Muzeu Kombëtar Gjergj Kastrioti-Skënderbeu
Muzeu Kombëtar Gjergj Kastrioti-Skënderbeu, Nationalmuseet ”Gjergj Kastrioti-Skënderbeu”, ligger i Kruja och är en av Albaniens mest välbesökta museer. Det invigdes den 1 november 1982 i Krujas slott och dess arkitekter är Pirro Vaso och Pranvera Hoxha. 
Museets utställningshallar är delad i kronologisk ordning. I museet utställs historiska föremål, dokument, bibliografier, med mera.
Museet är byggt på det berömda slottet i Kruja, det som en gång i tiden har varit huvudstad för den arberiska staten, Arberien. Osmanerna led stora förluster, tre gånger i rad, i sina försök att inta slottet, men det föll vid fjärde försöket.
Museet visar upp Skanderbegs konsuls kontor, bibliotek, prinsarnas sal, med mera, i flera utställningshallar.